# Megaspidiotus fimbriatus
Megaspidiotus fimbriatus är en insektsart som först beskrevs av William Miles Maskell 1893.  Megaspidiotus fimbriatus ingår i släktet Megaspidiotus och familjen pansarsköldlöss. Inga underarter finns listade i Catalogue of Life.